# Santiago e Hermógenes
Santiago e Hermógenes é uma pintura a óleo sobre madeira da autoria do pintor português Mestre da Lourinhã. Pintado entre 1520 e 1525 e mede 128 cm de altura e 84 cm de largura.
A pintura pertence ao Museu Nacional de Arte Antiga de Lisboa.